# Сю Дэшунь
Сю Дэшунь (кит. трад. 修德顺; 1 февраля 1989, Циндао) — китайский шахматист, гроссмейстер (2011).
В 2004 году в составе сборной КНР по шахматам, выигравшей золотую медаль Всемирной юношеской олимпиады до 16 лет.
В 2014 году в составе сборной КНР по шахматам, выигравшей золотую медаль Кубка азиатских наций (г. Тебриз, Иран). Там же выиграл золото в индивидуальном зачёте, показав лучший результат на резервной доске.
Дважды (2009, 2009) победитель чемпионата Таиланда по шахматам («Thailand Open Chess Championship») и турнира «IGB Dato 'Arthur Tan Malaysia Open 2013».

## Изменения рейтинга
| Графики недоступны из-за технических проблем. См. информацию на Фабрикаторе и на mediawiki.org. |